# Odissi

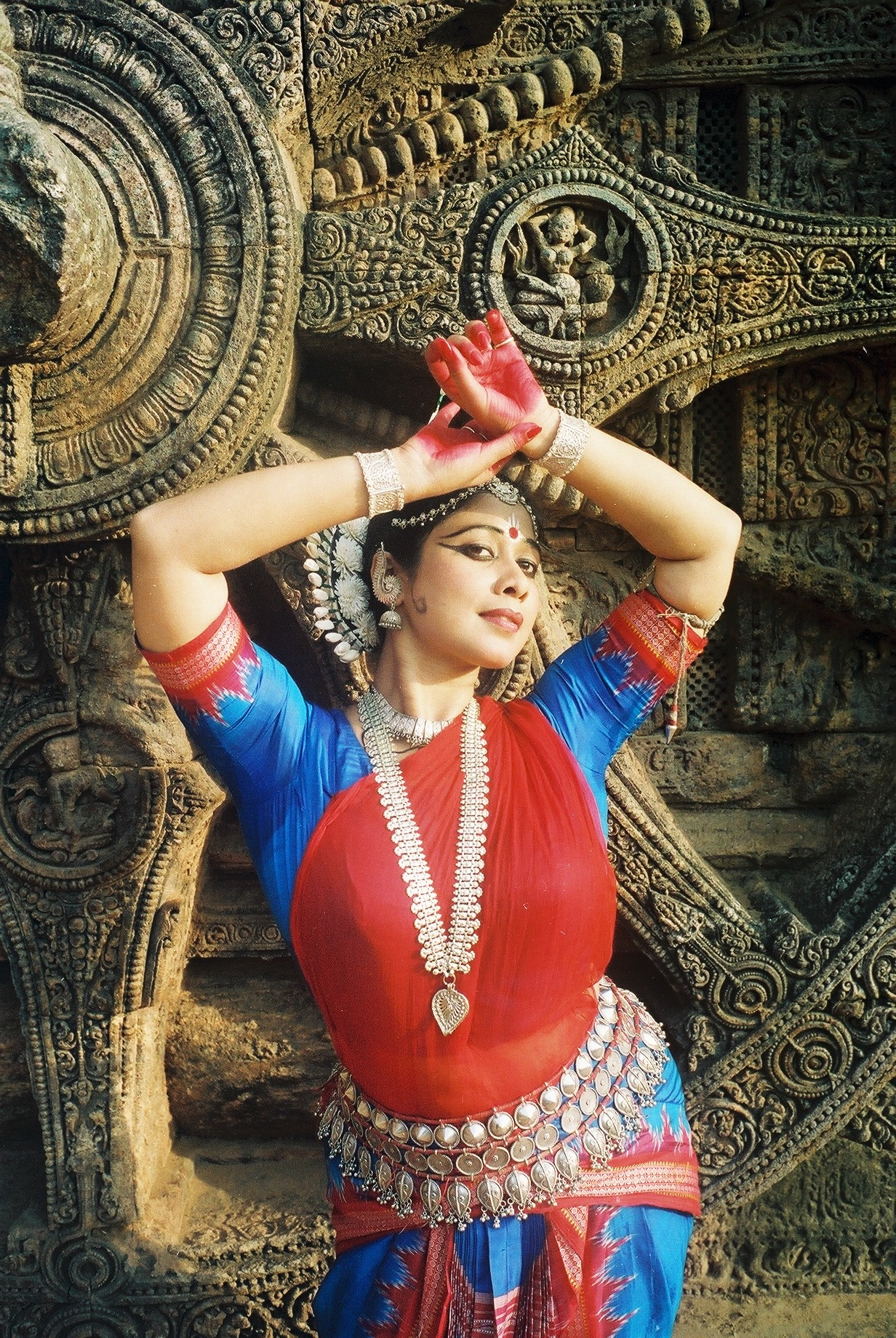
Odissi pose at Konark Sun Temple

Odissi é uma dança ritual do estado de Orissa na região leste da Índia, principalmente dançado por mulheres e estruturada de uma forma sinuosa, que parece ser de grande antiguidade. Tem movimentos explorados através das duas posições básicas, chowka e tribhanga, símbolo das energias masculina e feminina.

## Origem
O Odissi é uma dança ritual que se originou no Templo do Sol em Konarak, em meados do século II a.C.. O seu santuário e o espaço para a dança foram construídos na forma de uma carruagem do deus sol, Surya, com 24 rodas puxada por sete cavalos. Em frente à carruagem está o espaço destinado à dança Odissi, o Natamandira. Lá estão esculpidos todos os movimentos básicos da dança.
A dança ritual era realizada exclusivamente pelas dançarinas dos templos, chamadas Maharis. Simbolicamente casadas com o deus do universo, Lord Jagannath, as Maharis viviam e dedicavam-se ao serviço interno dos templos. O serviço interno dos templos foi interrompido por volta do século XVI, devido a várias invasões estrangeiras no estado onde o templo está localizado. Nesta época surge uma casta de meninos que ofereciam-se a Lord Jagannath para substituir as Maharis. Essa classe de jovens dançarinos que vestiam-se como meninas tornou-se conhecida como Gotipuas.
Assim, a dança Odissi veio para fora dos templos e passou a ser apresentada em praças públicas e nas cortes reais.

## Características
O Odissi é uma dança que se caracteriza pela harmonia de opostos e fluidez de movimentos, e pode ser dividida em dois tipos: a Nritta, que é composta apenas de movimentos, enquanto a Nritya é quase que uma história contada por movimentos. Neste segundo aspecto cada expressão facial e cada movimento dos olhos tem um significado diferente, comunicando assim vários temas míticos, emoções e estados de alma (bhava).
Para se aprender odissi, é necessário primeiro praticar os passos básicos dos dois opostos: o chowka e o tribhanga, para que se tenha contato com os movimentos do torso (bhangi), braços, olhos, cabeça, pescoço, posições dos pés, bem como o trabalho rítmico deles (tala).

### Chowka
O chowka é a energia masculina. Ele caracteriza-se por uma rigidez na postura, que divide a força igualmente distribuida entre os dois lados do corpo.

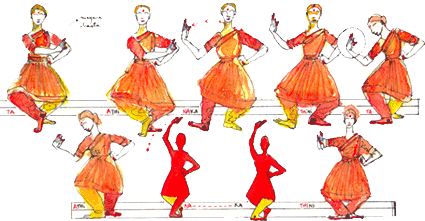
Exemplos de movimentos do tribhanga‎

### Tribhanga
O tribhanga, por sua vez, é a energia feminina. Aqui, a dançarina molda seu corpo como um "S", e realiza movimentos bem sinuosos, porém demarcados.
Os dois tipos de movimentos, chowka e tribhanga, são divididos em exercícios que vão do um ao dez, tendo o primeiro exercício a duração de um tempo, o segundo a de dois, e assim por diante. Cada movimento é realizado em três velocidades, e a música não se divide: é a dançarina que divide a música no tempo necessário para realizar o movimento.